# Etienne Aigner
Etienne Aigner egy müncheni központú divatház, amely high-end kategóriájú bőrárúk, férfi és női ruházat készítésével foglalkozik. Alapítója: Étienne Aigner (1994-2002), aki a következőképpen jellemezte saját márkáját: német márka olasz lélekkel.
Termékei világszerte 48 országban érhetőek el, több mint 400 üzletben. 2009-es beszámolójuk alapján bevételük 60%-át realizálták külföldi piacokon.
Étienne Aigner 1904-ben született egy érsekújvári zsidó család második gyermekeként. Budapesten nőtt fel, és 1930-ig könyvkötőként dolgozott. 1930-ban fivérével Párizsba költözött, ahol a II. világháború kitöréséig továbbra is könyvkötéssel foglalkozott, eközben megtanulta a bőrrel való munkát is. A német megszállás alatt az ellenállásban vett részt, majd visszatért Párizsba. A könyvkötéssel felhagyott, a divatszakmában helyezkedett el. Bőripari ismereteit felhasználva finom bőrárukat – öveket, kézitáskákat – készített, és tervezett a Dior, Lanvin, és Rochas divatházaknak. Az 1950-es években egy New York-i divatbemutató hozta meg neki a sikert, s saját hálószobájában kezdett el öveket készíteni, egyetlenegy színben, ami a burgundi volt. Az 1950-es években Aigner kibővítette a kínálatot és új színeket, anyagokat vezetett be. Termékeinek minősége miatt csak úgy becézték: ‘Az ember, akinek arany keze van’.
Egy textiliparban utazó üzletember, Heiner H. Rankl egy kanadai divatbemutatón figyelt fel a márkára, s hosszas tárgyalások eredményeképpen megszerezte Aignernek az Európában szükséges engedélyeket. Így történt, hogy Aigner visszatért Európába, és Németországban (München) megalapította saját cégét 1965-ben. Az európai ízléshez alkalmazkodva az itt bevezetett stílus olaszosabb volt, mint amit Amerikában a divattervezőtől megszokhattak. 1972-ben létre is hozták Firenzében az Etienne Aigner Italy S.r.l.-t, ahol az összes bőráru készült a későbbiekben.

## Külső hivatkozások
A cég honlapja

## Fordítás
- Ez a szócikk részben vagy egészben  az   Etienne Aigner című angol Wikipédia-szócikk fordításán alapul.  Az eredeti cikk szerkesztőit annak laptörténete sorolja fel. Ez a jelzés csupán a megfogalmazás eredetét és a szerzői jogokat jelzi, nem szolgál a cikkben szereplő információk forrásmegjelöléseként.